# Sidney Blackmer
Sidney Blackmer nato Sidney Alderman Blackmer (Salisbury, 13 luglio 1895 – New York, 6 ottobre 1973) è stato un attore statunitense.

## Biografia
Sidney Blackmer nacque e trascorse la giovinezza a Salisbury (Carolina del Nord). Dopo essersi laureato alla Università della Carolina del Nord a Chapel Hill, esercitò svariati mestieri finché la passione per la recitazione non lo condusse a New York.
Blackmer lavorò come comparsa e generico per vari studios cinematografici di Fort Lee (New Jersey), che era allora la capitale del cinema, e durante gli anni dieci apparve in pellicole delle popolari serie The Perils of Pauline, interpretata da Pearl White, e The Million Dollar Mystery. Nel 1917 fece il suo debutto teatrale a Broadway ma dovette interrompere il prosieguo della sua carriera per prestare servizio militare durante gli anni della prima guerra mondiale.
Terminato il conflitto, Blackmer riprese a recitare sul palcoscenico e, nel 1929, tornò al grande schermo. La sua carriera cinematografica riprese quota e negli anni successivi l'attore si affermò come affidabile e prolifico caratterista: tra le sue interpretazioni durante gli anni trenta sono da ricordare quelle nei film Piccolo Cesare (1931), Il conte di Montecristo (1934), nel ruolo di Mondego, Il piccolo colonnello (1935) e Zoccoletti olandesi (1937), entrambi accanto a Shirley Temple, e L'incendio di Chicago (1938), nel ruolo del generale Phil Sheridan.
Blackmer è inoltre ricordato per aver interpretato in quattordici occasioni il personaggio del presidente statunitense Theodore Roosevelt, ad iniziare dal film Sigillo segreto (1937). In seguito tornerà a ricoprire il medesimo ruolo nei cortometraggi The Monroe Doctrine (1939) e Teddy the Rough Rider (1940), quindi nel western Terra nera (1943), accanto a John Wayne e Martha Scott, in Buffalo Bill (1944), dove fece un'apparizione non accreditata, in My Girl Tisa (1948), e nel film per la TV Never Kick a Man Upstairs (1953).
Dall'inizio degli anni cinquanta l'attore intraprese una sempre più intensa carriera televisiva, con apparizioni in numerose serie di successo, e lavorò più sporadicamente per il cinema, dove apparve comunque in celebri film come la commedia musicale Alta società (1956), in cui interpretò il ruolo di Seth Lord accanto a Grace Kelly, Bing Crosby e Frank Sinatra, il poliziesco L'alibi era perfetto (1956) di Fritz Lang, e nuovamente un film commedia, Come uccidere vostra moglie (1965), in cui recitò al fianco di Jack Lemmon e Virna Lisi.
Blackmer rimase attivo anche sui palcoscenici, e nel 1950 vinse un Tony Award come miglior interprete maschile in un lavoro drammatico per la pièce Come Back, Little Sheba.
Nell'ultima parte della sua carriera, dopo la metà degli anni sessanta, l'attore ebbe ancora un ruolo cinematografico di rilievo, quello di Roman Castevet, uno dei vicini di casa di John Cassavetes e Mia Farrow nell'inquietante Rosemary's Baby - Nastro rosso a New York (1968) di Roman Polański.
Blackmer sostenne iniziative umanitarie come la United States Muscular Dystrophy Association, di cui fu vicepresidente, e contribuì a promuovere la North Carolina School of the Arts. Nel 1972, un anno prima della sua scomparsa, gli venne conferito il North Carolina Award per meriti artistici, una delle più alte onorificenze di quello stato.

## Vita privata
Nel 1928 Blackmer sposò in prime nozze l'attrice Lenore Ulric, dalla quale divorziò nel 1939. Dal secondo matrimonio con Suzanne Kaaren, sposata nel 1943, l'attore ebbe due figli.
Proprietario dal 1931 di un edificio di interesse storico nella natia Salisbury (North Carolina), Blackmer ne fece la residenza della propria famiglia. Nel 1984 la casa venne distrutta da un incendio, e solo nell'aprile 2013 ha riaperto i battenti al pubblico grazie all'interessamento di Jonathan Blackmer, figlio dell'attore e di Suzanne Kaaren, e del sostegno della Historic Salisbury Foundation.

## Filmografia

### Cinema
- Beating Back, regia di Caryl S. Fleming (1914)
- A Most Immoral Lady, regia di John Griffith Wray (1929)
- The Love Racket, regia di William A. Seiter (1929)
- Strictly Modern, regia di William A. Seiter (1930)
- Sweethearts and Wives, regia di Clarence G. Badger (1930)
- The Bad Man, regia di Clarence G. Badger (1930)
- Il mendicante di Bagdad (Kismet), regia di John Francis Dillon (1930)
- Mothers Cry, regia di Hobart Henley (1930)
- Piccolo Cesare (Little Caesar), regia di Mervyn LeRoy (1931)
- Woman Hungry, regia di Clarence G. Badger (1931)
- It's a Wise Child, regia di Robert Z. Leonard (1931)
- La dama e l'avventuriero (The Lady Who Dared), regia di William Beaudine (1931)
- From Hell to Heaven, regia di Erle C. Kenton (1933)
- L'amore è un'altra cosa (Cocktail Hour), regia di Victor Schertzinger (1933)
- The Wrecker, regia di Albert S. Rogell (1933)
- La distruzione del mondo (Deluge), regia di Felix E. Feist (1933)
- Goodbye Love, regia di H. Bruce Humberstone (1933)
- This Man Is Mine, regia di John Cromwell (1934)
- Il conte di Montecristo (The Count of Monte Cristo), regia di Rowland V. Lee (1934)
- Down to Their Last Yacht, regia di Paul Sloane (1934)
- Transatlantic Merry-Go-Round, regia di Benjamin Stoloff (1934)
- The President Vanishes, regia di William A. Wellman (1934)
- A Notorious Gentleman, regia di Edward Laemmle (1935)
- Il piccolo colonnello (The Little Colonel), regia di David Butler (1935)
- Agguati (Behind the Green Lights), regia di Christy Cabanne (1935)
- Great God Gold, regia di Arthur Lubin (1935)
- Shadows of the Orient, regia di Burt P. Lynwood (1935)
- Smart Girl, regia di Aubrey Scotto (1935)
- Espresso aerodinamico (Streamline Express), regia di Leonard Fields (1935)
- The Girl Who Came Back, regia di Charles Lamont (1935)
- False Pretenses, regia di Charles Lamont (1935)
- The Fire-Trap, regia di Burt P. Lynwood (1935)
- Atterraggio forzato (Forced Landing), regia di Melville W. Brown (1935)
- Heart of the West, regia di Howard Bretherton (1936)
- Avventura messicana (Woman Trap), regia di Harold Young (1936)
- Florida Special, regia di Ralph Murphy (1936)
- Early to Bed, regia di Norman Z. McLeod (1936)
- Missing Girls, regia di Phil Rosen (1936)
- The President's Mystery, regia di Phil Rosen (1936)
- The House of Secrets, regia di Roland D. Reed (1936)
- Girl Overboard, regia di Sidney Salkow (1937)
- A Doctor's Diary, regia di Charles Vidor (1937)
- John Meade's Woman, regia di Richard Wallace (1937)
- Michael O'Halloran, regia di Karl Brown (1937)
- Sigillo segreto (This Is My Affair), regia di William A. Seiter (1937)
- The Women Men Marry, regia di Errol Taggart (1937)
- La gelosia non è di moda (Wife, Doctor and Nurse), regia di Walter Lang (1937)
- Zoccoletti olandesi (Heidi), regia di Allan Dwan (1937)
- L'ultimo gangster (The Last Gangster), regia di Edward Ludwig (1937)
- La valigia dei venti milioni (Charlie Chan at Monte Carlo), regia di Eugene Forde (1937)
- Il tesoro di Gengis Khan (Thank You, Mr. Moto), regia di Norman Foster (1937)
- L'incendio di Chicago (In Old Chicago), regia di Henry King (1938)
- Speed to Burn, regia di Otto Brower (1938)
- Straight Place and Show, regia di David Butler (1938)
- Down on the Farm, regia di Malcolm St. Clair (1938)
- Suez, regia di Allan Dwan (1938)
- Sharpshooters, regia di James Tinling (1938)
- Orphans of the Street, regia di John H. Auer (1938)
- While New York Sleeps, regia di H. Bruce Humberstone (1938)
- Crociera d'amore (Trade Winds), regia di Tay Garnett (1938)
- Convict's Code, regia di Lambert Hillyer (1939)
- Il manoscritto scomparso (Fast and Loose), regia di Edwin L. Marin (1939)
- Within the Law, regia di Gustav Machatý (1939)
- Questo mondo è meraviglioso (It's a Wonderful World), regia di W. S. Van Dyke (1939)
- Unmarried, regia di Kurt Neumann (1939)
- Trapped in the Sky, regia di Lewis D. Collins (1939)
- Hotel for Women, regia di Gregory Ratoff (1939)
- The Monroe Doctrine, regia di Crane Wilbur (1939) - cortometraggio
- Law of the Pampas, regia di Nate Watt (1939)
- Framed, regia di Harold D. Schuster (1940)
- Teddy the Tough Rider, regia di Ray Enright (1940) - cortometraggio
- Maryland, regia di Henry King (1940)
- Balla, ragazza, balla (Dance, Girl, Dance), regia di Dorothy Arzner e, non accreditato, Roy Del Ruth (1940)
- I Want a Divorce, regia di Ralph Murphy (1940)
- Wapakoneta (Third Finger, Left Hand), regia di Robert Z. Leonard (1940)
- Tutta una vita (Cheers for Miss Bishop), regia di Tay Garnett (1941)
- Murder Among Friends, regia di Ray McCarey (1941)
- The Great Swindle, regia di Lewis D. Collins (1941)
- Rookies on Parade, regia di Joseph Santley (1941)
- Innamorato pazzo (Love Crazy), regia di Jack Conway (1941)
- Angels with Broken Wings, regia di Bernard Vorhaus (1941)
- Ellery Queen and the Perfect Crime, regia di James P. Hogan (1941)
- Chi dice donna… (The Feminine Touch), regia di W. S. Van Dyke (1941)
- The Officer and the Lady, regia di Sam White (1941)
- Down Mexico Way, regia di Joseph Santley (1941)
- Nazi Agent, regia di Jules Dassin (1942)
- Obliging Young Lady, regia di Richard Wallace (1942)
- Sempre nel mio cuore (Always in My Heart), regia di Jo Graham (1942)
- L'artiglio della pantera (The Panther's Claw), regia di William Beaudine (1942)
- La misteriosa fuggiasca (Gallant Lady), regia di William Beaudine (1942)
- Sabotage Squad, regia di Lew Landers (1942)
- Quiet Please: Murder, regia di John Larkin (1942)
- Murder in Times Square, regia di Lew Landers (1943)
- I Escaped from the Gestapo, regia di Harold Young (1943)
- Tropical Sportland, regia di André de la Varre (1943) - cortometraggio
- Terra nera (In Old Oklahoma), regia di Albert S. Rogell (1943)
- Ritmi di Broadway (Broadway Rhythm), regia di Roy Del Ruth (1944)
- Buffalo Bill, regia di William A. Wellman (1944)
- La donna e il mostro (The Lady and the Monster), regia di George Sherman (1944)
- Wilson, regia di Henry King (1944)
- Duello al sole (Duel in the Sun), regia di King Vidor (1946)
- My Girl Tisa, regia di Elliott Nugent (1948)
- Venere e il professore (A Song Is Born), regia di Howard Hawks (1948)
- La gente mormora (People Will Talk), regia di Joseph L. Mankiewicz (1951)
- Saturday's Hero, regia di David Miller (1951)
- La peccatrice di San Francisco (The San Francisco Story), regia di Robert Parrish (1952)
- Washington Story, regia di Robert Pirosh (1952)
- Prigionieri del cielo (The High and the Mighty), regia di William A. Wellman (1954)
- Bolide rosso (Johnny Dark), regia di George Sherman (1954)
- Il treno del ritorno (The View from Pompey's Head), regia di Philip Dunne (1955)
- Alta società (High Society), regia di Charles Walters (1956)
- L'alibi era perfetto (Beyond a Reasonable Doubt), regia di Fritz Lang (1956)
- I gangster non perdonano (Accused of Murder), regia di Joseph Kane (1956)
- Tammy fiore selvaggio (Tammy and the Bachelor), regia di Joseph Pevney (1957)
- Come uccidere vostra moglie (How to Murder Your Wife), regia di Richard Quine (1965)
- Joy in the Morning, regia di Alex Segal (1965)
- L'uomo che uccise il suo carnefice (A Covenant with Death), regia di Lamont Johnson (1967)
- Rosemary's Baby - Nastro rosso a New York (Rosemary's Baby), regia di Roman Polański (1968)
- Revenge Is My Destiny, regia di Joseph Adler (1971)

### Televisione
- NBC Presents – serie TV, 1 episodio (1949)
- Pulitzer Prize Playhouse – serie TV, 1 episodio (1951)
- The Philco Television Playhouse – serie TV, 4 episodi (1949-1951)
- Suspense – serie TV, 3 episodi (1949-1951)
- Lights Out – serie TV, episodio 4x03 (1951)
- Tales of Tomorrow – serie TV, 1 episodio (1951)
- The Web – serie TV, 1 episodio (1952)
- Broadway Television Theatre – serie TV, 1 episodio (1952)
- Refresher Course – film TV (1952)
- Never Kick a Man Upstairs, regia di Albert McCleery – film TV (1953)
- Goodyear Television Playhouse – serie TV, 1 episodio (1953)
- Armstrong Circle Theatre – serie TV, 2 episodi (1951-1954)
- Justice – serie TV, 1 episodio (1954)
- The United States Steel Hour – serie TV, 1 episodio (1954)
- The Ford Television Theatre – serie TV, 1 episodio (1954)
- Danger – serie TV, 1 episodio (1955)
- Damon Runyon Theater – serie TV, episodio 1x15 (1955)
- Star Stage – serie TV, 1 episodio (1955)
- The Star and the Story – serie TV, episodio 2x09 (1956)
- The Little Foxes, regia di George Schaefer - film TV (1956)
- Front Row Center – serie TV, 1 episodio (1956)
- Robert Montgomery Presents – serie TV, 3 episodi (1952-1956)
- Sheriff of Cochise – serie TV, 1 episodio (1957)
- Climax! – serie TV, 2 episodi (1956)
- The Californians – serie TV, 1 episodio (1958)
- I racconti del West (Zane Grey Theater) – serie TV, 1 episodio (1958)
- The Adventures of Jim Bowie – serie TV, 3 episodi (1958)
- General Electric Theater – serie TV, episodio 6x24 (1958)
- Matinee Theatre – serie TV, 1 episodio (1958)
- The Texan – serie TV, episodio 1x05 (1958)
- Pursuit – serie TV, episodio 1x02 (1958)
- Westinghouse Desilu Playhouse – serie TV, episodio 1x08 (1958)
- Ricercato vivo o morto (Wanted: Dead or Alive) – serie TV, episodio 1x18 (1958)
- The Rifleman – serie TV, 3 episodi (1958-1959)
- Disneyland – serie TV, 2 episodi (1959)
- On Trial – serie TV, 1 episodio (1959)
- Sunday Showcase – serie TV, 2 episodi (1959)
- The Best of the Post – serie TV, episodio 1x09 (1960)
- Thriller – serie TV, episodio 2x03 (1961)
- Alfred Hitchcock presenta (Alfred Hitchcock Presents) – serie TV, 2 episodi (1955-1962)
- Lotta senza quartiere (Cain's Hundred) – serie TV, 1 episodio (1962)
- Corruptors (Target: The Corruptors) – serie TV, episodio 1x25 (1962)
- The DuPont Show of the Week – serie TV, 1 episodio (1963)
- The Outer Limits – serie TV, 1 episodio (1963)
- La parola alla difesa (The Defenders) – serie TV, 1 episodio (1963)
- Profiles in Courage – serie TV, 1 episodio (1964)
- Il reporter (The Reporter) – serie TV, episodio 1x11 (1964)
- Ben Casey – serie TV, 5 episodi (1966)
- Il dottor Kildare (Dr. Kildare) – serie TV, 2 episodi (1962-1966)
- Agenzia U.N.C.L.E. (The Girl from U.N.C.L.E.) – serie TV, episodio 1x09 (1966)
- Daniel Boone – serie TV, 1 episodio (1967)
- L'orso Ben (Gentle Ben) – serie TV, 1 episodio (1967)
- Bonanza – serie TV, 2 episodi (1961-1968)
- Reporter alla ribalta (The Name of the Game) – serie TV, 2 episodi (1968-1969)
- Howdy, regia di Seymour Berns – film TV (1970)
- Do You Take This Stranger?, regia di Richard T. Heffron – film TV (1971)

## Doppiatori italiani
- Giorgio Capecchi in Duello al sole, Bolide rosso, L'alibi era perfetto, Tammy fiore selvaggio
- Mario Pisu in Questo mondo è meraviglioso, Alta società
- Mario Besesti in La peccatrice di San Francisco, Prigionieri del cielo
- Mario Ferrari in La distruzione del mondo
- Gaetano Verna in La donna e il mostro
- Cesare Polacco in L'incendio di Chicago (ridoppiaggio 1950)
- Sandro Ruffini in La gente mormora
- Amilcare Pettinelli in Buffalo Bill (1º ridoppiaggio 1959)
- Nando Gazzolo in Piccolo Cesare (doppiaggio tardivo 1963)
- Luigi Pavese in Come uccidere vostra moglie
- Corrado Gaipa in Rosemary's Baby - Nastro rosso a New York